# Ectobius
Ectobius is een geslacht van kakkerlakken uit de familie van de Ectobiidae. De wetenschappelijke naam van het geslacht werd voor het eerst gepubliceerd in 1835 door James Francis Stephens.

## Soorten
- Ectobius lapponicus Linnaeus, 1758 (Noordse kakkerlak)
- Ectobius pallidus Olivier, 1789 (Bleke kakkerlak)
- Ectobius panzeri Stephens, 1835 (Heidekakkerlak)
- Ectobius sylvestris Poda, 1761 (Boskakkerlak)